# 밥 아이거
로버트 앨런 아이거(Robert Alan Iger, 1951년 2월 10일 ~ )는 미국의 미디어 경영자로, 현재 월트 디즈니 컴퍼니의 최고경영자(CEO)이다. 1994년부터 1995년까지 아메리칸 브로드캐스팅 컴퍼니(ABC)의 사장을 역임했으며, 1995년부터 디즈니가 인수한 1996년까지 캐피털 시티즈/ABC의 사장 겸 최고운영책임자(COO)를 역임했다. 2000년 디즈니의 사장으로 임명되었고, 2005년 마이클 아이스너의 뒤를 이어 CEO로 2020년 계약이 만료될 때까지 재직했다. 이후 2021년 12월 31일 회사에서 공식적으로 퇴임할 때까지 이사회 의장을 맡았다. 회사를 떠난 후에도 후임자의 고문으로 계속 활동했다.
디즈니 이사회의 요청에 따라 아이거는 2022년 11월 20일 CEO로 복귀했는데, 이는 그가 지명한 후임자인 밥 차펙의 예정에 없던 갑작스러운 해임 이후였다. 디즈니의 연례 위임장 설명서에 따르면, 아이거의 2023년 보수 패키지에는 865,385 달러의 기본급, 1,610만 달러의 주식 보상, 1,000만 달러의 주식 옵션 보상, 210만 달러의 성과 기반 보상, 그리고 248만 달러의 기타 보상이 포함되어 총 3,160만 달러의 보수가 지급되었다. 2023년 7월, 디즈니는 아이거의 계약을 2026년까지 연장했다.
아이거는 매우 효과적이고 선견지명이 있는 미디어 경영자로 평가받는다. 그는 디즈니의 지적 재산 목록을 확대하고, 국제 시장에서의 입지를 강화했으며, 초기 15년간의 회사 경영 기간 동안 기업의 시가총액을 560억 달러에서 2,310억 달러로 증가시켰다. 2006년 74억 달러에 픽사를, 2009년 40억 달러에 마블 엔터테인먼트를, 2012년 40.6억 달러에 루카스필름을, 2019년 713억 달러에 21세기 폭스의 엔터테인먼트 자산을 인수하는 주요 인수를 이끌었다. 또한 2005년과 2016년에 각각 홍콩 디즈니랜드 리조트와 상하이 디즈니 리조트를 도입하여 동아시아 지역의 테마파크 리조트 사업을 확장했다. 더불어 월트 디즈니 애니메이션 스튜디오의 재활성화, 영화 스튜디오 제작물의 브랜드 출시 전략, 디즈니+와 훌루를 포함한 회사의 직접 소비자 사업에 대한 투자 증대를 주도한 원동력이었다.

## 어린 시절과 교육
로버트 앨런 아이거는 뉴욕시의 유대인 가정에서 태어났으며, 미리엄 "미미" (결혼 전 성 튜닉, 1927년 ~ 2013년)와 아서 L. 아이거(1926년 ~ 2010년) 사이의 장남이다. 아버지는 제2차 세계 대전 해군 참전 용사였으며, 그린베일 마케팅 코퍼레이션의 부사장 겸 총괄 매니저였고, 광고 및 홍보학 교수이기도 했다. 어머니는 뉴욕 오션사이드의 보드먼 중학교에서 근무했다. 아서의 아버지 조(밥의 친할아버지)는 만화가 제리 아이거의 형제였다.
아이거는 오션사이드에서 자랐으며, 풀턴 애비뉴 학교에 다녔고 1969년 오션사이드 고등학교를 졸업했다. 1973년에는 이타카 대학교 커뮤니케이션 학부에서 텔레비전 및 라디오 학사 학위를 최우등(magna cum laude)으로 취득했다.

## 경력
아이거는 1972년 이타카 대학교의 텔레비전 프로그램인 《캠퍼스 프로브》의 진행자로 미디어 경력을 시작했다. 그는 처음에 뉴스 앵커가 되는 꿈을 꾸었고 이타카에서 5개월 동안 기상캐스터로 일했으나, 이후 커리어 목표를 변경했다.

### 아메리칸 브로드캐스팅 컴퍼니(ABC)
1974년, 아이거는 아메리칸 브로드캐스팅 컴퍼니(ABC)에 입사했다. 첫 직장은 주당 150 달러(인플레이션을 고려하면 700 달러 이상)를 받고 텔레비전 세트에서 잡무를 수행하는 것이었다.
1988년, 아이거는 캘거리 동계 올림픽의 선임 프로그램 책임자였다. 이 행사는 날씨 악화와 경기 지연으로 차질을 빚었는데, 방송 일정을 채우기 위해 아이거의 팀은 자메이카 봅슬레이 팀과 '이글 에디'와 같은 인간 관심사 이야기에 초점을 맞추었다. 이 행사는 ABC에 기록적인 시청률을 안겼고, 압박 상황에서의 아이거의 성과는 ABC 임원인 대니얼 버크와 토머스 머피의 주목을 받아 이후 ABC에서의 승진 과정에서 그를 지지하게 되었다.
1989년, 아이거는 ABC 엔터테인먼트의 책임자로 임명되어 《트윈 픽스》, 《아메리카 퍼니스트 홈 비디오》, 《캅 록》과 같은 프로그램들을 승인했다. 1993년 1월부터 1994년까지 ABC 네트워크 텔레비전 그룹의 사장을 역임했으며, 1993년 3월 캐피털 시티즈/ABC의 수석 부사장으로, 1993년 7월에는 부사장으로 임명되었다. 1994년, ABC의 모기업인 캐피털 시티즈/ABC의 사장 겸 최고운영책임자(COO)로 임명되었다.

### 월트 디즈니 컴퍼니
1995년, 월트 디즈니 컴퍼니는 캐피털 시티즈/ABC를 인수하고 이를 ABC, Inc.로 개명했으며, 아이거는 1999년까지 이사회 의장직을 유지했다.
1999년 2월 25일, 디즈니는 아이거를 디즈니의 국제 사업을 감독하는 사업부인 월트 디즈니 인터내셔널의 사장으로, ABC 그룹의 의장으로 임명했다. 이로써 그는 ABC에서의 일상적인 권한에서 벗어났다. 디즈니는 이 변화를 아이거에 대한 승진이라고 불렀다.
디즈니는 2000년 1월 24일 아이거를 사장 겸 최고운영책임자(COO)로 임명하여, 의장 겸 CEO인 마이클 아이스너 아래 디즈니의 2인자로 만들었다. 디즈니는 1997년 마이클 오비츠가 16개월 동안 재직하다 퇴임한 이후 별도의 사장직이 없었다.
2003년, 이사회 구성원인 로이 E. 디즈니와 스탠리 골드는 아이스너에 대항하는 "디즈니 구하기"(save Disney) 운동을 시작했다. 그 결과, 디즈니는 아이스너를 대체할 다음 CEO를 찾기 시작했다. 2005년 3월 13일, 디즈니는 아이거가 마이클 아이스너의 후임 CEO가 될 것이라고 발표했고, 아이거는 일상적인 운영을 맡게 되었지만 아이스너는 2005년 9월 30일 사임할 때까지 CEO 직함을 유지했다. 2005년 7월, 디즈니와 골드는 운동을 중단하고 아이거와 협력하기로 합의했다.
CEO로서 아이거의 첫 주요 결정 중 하나는 디즈니의 최고전략책임자인 피터 머피를 재배치하고 회사의 전략기획 부서를 해체하는 것이었다. 이 무렵부터 아이거는 "로버트" 대신 "밥"으로 알려지기 시작했다.
2006년 1월 24일, 아이거의 리더십 하에 디즈니는 74억 달러의 주식 거래로 픽사를 인수하기로 발표했다. 또한 같은 해 ABC 스포츠의 스포츠캐스터 알 마이클스를 NBC 스포츠로 보내는 대가로 월트 디즈니의 첫 스타인 오스왈드 더 럭키 래빗의 권리를 NBC유니버설로부터 재취득했다.
2009년 8월, 아이거는 디즈니가 마블 엔터테인먼트와 그 관련 자산을 40억 달러에 인수하도록 협상했다. 2014년까지 디즈니는 마블 영화를 통해 박스오피스에서 그 이상의 금액을 벌어들였다. 2011년 10월 7일, 디즈니는 아이거가 2012년 3월 존 페퍼의 이사회 퇴임 이후 이사회 의장이 될 것이라고 발표했다.
2012년 10월, 아이거는 영화 제작자 조지 루카스와 40억 달러에 루카스필름을 구매하는 계약을 체결했다. 그 결과, 디즈니는 《스타워즈》 멀티미디어 프랜차이즈와 《인디아나 존스》의 권리를 획득했다. 2016년 3월, 아이거는 그해 후반 55억 달러 규모의 상하이 디즈니 리조트 개장을 발표했다.
아이거의 디즈니 이사회 의장 및 CEO 계약은 원래 2018년 6월 30일까지로 예정되어 있었다. 2017년 3월, 디즈니는 아이거의 임기를 2019년 7월 2일까지 연장했고, 이후 3년 동안 고문으로 활동할 것이라고 발표했다. 2017년 12월, 디즈니는 아이거의 계약을 2021년까지 다시 연장했다.
2018년 7월, 디즈니와 21세기 폭스 주주들은 디즈니가 폭스의 자산을 매입하는 거래를 승인했다. 이 거래는 2019년 3월에 최종 확정되었다.
2019년 4월, 아이거가 2021년 계약 만료 시 디즈니의 CEO 및 이사회 의장직에서 물러날 것이라고 발표되었다. 아이거는 2019년 9월 10일 애플의 이사회에서 사임했는데, 이는 디즈니와 애플이 각각 디즈니+와 애플 TV+라는 경쟁 스트리밍 서비스를 출시할 준비를 하면서 이해 상충을 피하기 위함이었다.
2019년 9월, 아이거는 자신의 회고록 《평생의 여정》을 출간했다.
2020년, 아이거는 은퇴 의사를 밝혔다. 그해 2월 25일, 이사회는 당시 디즈니 파크, 경험 및 제품 부문의 회장이었던 밥 차펙을 새로운 최고경영자로 임명하고, 아이거를 임시직인 집행 이사회 의장으로 임명하여 전환을 감독하도록 했다. 그러나 4월에 이사회는 코로나-19 대유행으로 인해 예기치 않게 아이거의 임기를 2021년 말까지 연장했다. 2021년 12월 31일, 아이거는 물러났고 수전 아널드가 이사회 의장직을 승계했다. 그러나 2022년 11월 20일, 차펙이 디즈니 이사회에 의해 해임되면서 아이거가 CEO로 복귀했다. 디즈니에 재합류할 당시, 아이거는 처음에 2년 동안 후임자를 찾으면서 이 직책을 맡기로 동의했다. 그러나 2023년 7월 12일, 아이거와 디즈니는 계약을 2026년 말까지 연장했다.

### 이사회
2011년 11월 15일, 팀 쿡 CEO가 이끄는 애플은 아이거를 이사회에 임명했다. 아이거는 스티브 잡스의 픽사를 전액 주식으로 인수한 후 잡스를 디즈니의 최대 주주로 만든 것으로 알려져 있다. 2019년 9월, 아이거는 애플이 디즈니+와 경쟁할 구독형 스트리밍 서비스인 애플 TV+의 가격과 출시일을 발표한 후 이사회 직위에서 사임했다.
2020년 10월, 그는 유제품 대체 스타트업인 퍼펙트 데이의 이사가 되었다.
아이거는 2022년 3월 지니스 주식회사의 이사회에 합류했다.

## 사생활
아이거는 두 번 결혼했다. 첫 번째 부인인 캐슬린 수전 아이거와의 결혼은 이혼으로 끝났으며 사이에는 두 딸이 있다. 1995년, 아이거는 저널리스트 윌로 베이와 뉴욕 브리지햄프턴에서 유대교와 로마 가톨릭의 종교간 예식으로 결혼했다.
포브스에 따르면, 2024년 아이거의 추정 순자산은 7억 달러 이상이다.

### 정치
아이거는 자신을 정치적 중도주의자라고 표현했다. 그는 이전에 민주당을 지지했다. 2016년, 아이거는 자신의 정당 등록을 민주당에서 무소속으로 변경했다.
2016년 5월, 디즈니 리조트의 낮은 임금에 대한 논쟁 중에 아이거는 페이스북 게시물을 통해 디즈니가 지난 10년간 디즈니랜드에서 11,000명의 새로운 직원을 고용했고, 미국에서 지난 5년간 18,000명을 고용했다고 주장했다. 아이거는 특히 이 문제에 대해 공개적으로 비판적이었던 버몬트주 상원의원 버니 샌더스를 겨냥했다. 디즈니는 다음 해 노동부와 합의하여 체불 임금을 지급하기로 동의했다.
아이거는 2016년 8월 22일 힐러리 클린턴의 대선 캠페인을 위한 모금 행사를 공동 주최했다. 그는 2016년 12월 2일 대통령 당선자 트럼프의 전략 및 정책 포럼에 임명되었다. 그러나 2017년 6월 1일, 트럼프 대통령이 미국을 파리 기후 협정에서 탈퇴시킨 것에 항의하여 포럼에서 사임했다.
아이거는 2016년 선거 전후로 민주당 후보로 대선 출마를 고려했지만 결국 포기했다.

## 공로 및 인정
2019년 12월, 아이거는 《타임》지가 선정한 올해의 비즈니스인 중 한 명이 되었다. 2020년에는 텔레비전 명예의 전당에 헌액되었다.
2022년 9월, 엘리자베스 2세 여왕은 아이거를 "영미 관계에 대한 공로"로 대영 제국 훈장 명예 기사 사령관(KBE)으로 임명하였다.

## 논란
2017년 11월, 《버라이어티》는 아이거가 2010년 오스카 파티에서 픽사의 수장인 존 래시터가 "젊은 여직원과 키스하는 장면"을 목격했다고 보도했다. 이는 래시터의 젊은 여성들과의 부적절한 관계가 1990년대부터 회사 지도부에 알려져 있었다는 익명의 주장을 확인하는 것처럼 보였다. 한 익명의 정보원은 "밥이 알고 있었다는 것을 개인적으로 알고 있다... 모두가 알고 있었다. 그들은 그저 아무 조치도 취하지 않았을 뿐이다"라고 말했다.
2019년 8월, 《배니티 페어》는 배우 파스 데라우에르타가 하비 와인스틴을 상대로 한 강간 혐의 소송에 아이거를 추가했다고 보고했다. 그녀는 아이거와 전임 CEO인 마이클 아이스너가 "하비 와인스틴이 특정 직원들에게 용납할 수 없는 해를 끼치는 일련의 행동을 허용하는 결정을 내렸다"고 주장했다. 디즈니는 와인스틴이 1993년부터 2005년까지 미라맥스를 운영하는 동안 어떠한 부정행위나 피해자들과의 합의에 대해 알지 못했다고 부인했다.
2023년 7월 CNBC와의 인터뷰에서 아이거는 WGA와 SAG-AFTRA의 파업을 "현실적이지 않다"고 비판했다. 또한 노조가 "이 사업이 이미 직면하고 있는 일련의 도전들을 가중시키고 있는데, 이는 솔직히 말해서 매우 파괴적인 것이다"고 덧붙였다. 아이거의 발언은 엘리트주의적이고 현실과 동떨어져 있다는 이유로 할리우드 내외에서 광범위하게 비판받았다. 《허핑턴 포스트》의 작가 마리나 팽은 아이거가 디즈니에 재합류했을 때 받은 연봉 2,700만 달러를 언급하며 이를 지적했다.

## 저작
- Iger, Robert (2019년 9월 23일). 《The Ride of a Lifetime: Lessons Learned from 15 Years as CEO of the Walt Disney Company》. Penguin Random House. ISBN 9780399592096. OCLC 1111242203.